# Acclamatio

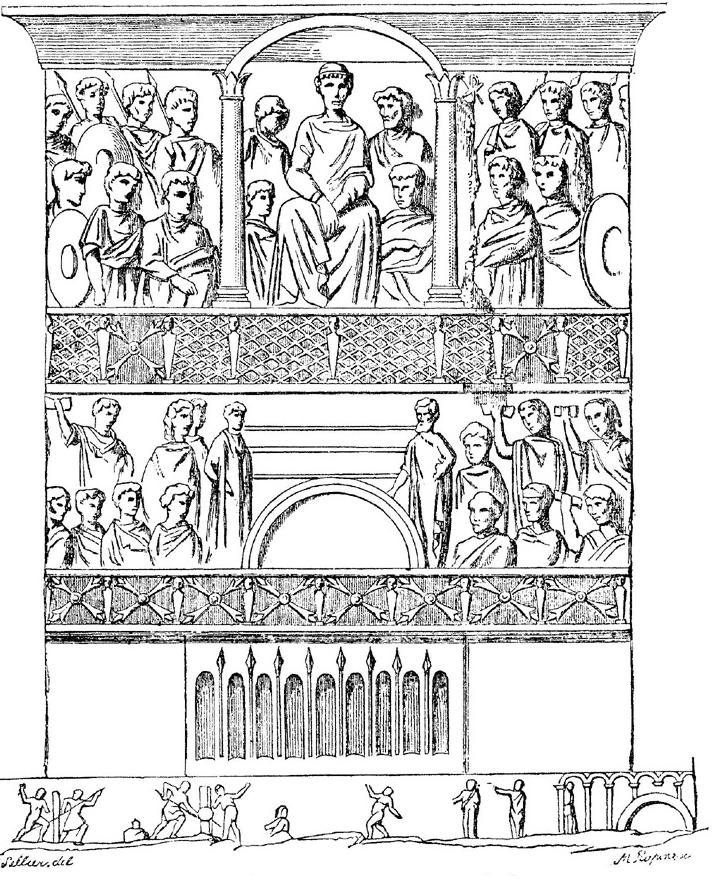
Aclamações no circo na presença do imperador. (Acclamatio sobre a Coluna de Teodósio).

Acclamatio, na tradição da Roma antiga, era a expressão pública de aprovação ou desaprovação, prazer ou desprazer, etc por meio de brados e aplausos. Em muitas ocasiões, parecem ter sido determinadas formas de aclamações sempre usadas pelos romanos; como, por exemplo, em casamentos, Io hímen, Hymenaee, ou Talassio; em triunfos, Io triumphe, Io triumphe; na conclusão de peças quando o último ator é chamado para receber aplausos dos espectadores; oradores eram geralmente elogiados por expressões como Bene et praeclare, Belle et festivo, Melius non potest, etc.
Sob o império, o nome de acclamationes foi dado para os louvores e lisonjas que o Senado concedia ao imperador e sua família. Estas aclamações que são frequentemente citadas na Scriptores Historiae Augustae, eram muitas vezes compridas e parecem ter sido entoadas por todo o corpo de senadores. A importância dada às aclamações por Plínio, o Jovem pelo senado na ascensão de Trajano indica que eram reconhecidas como ristuais, especialmente na ascensão: Acclamationes quidam nostrae parietibus curiae claudebantur (...) Has vero et in vulgus existe et posteris prodi cum ex utilitate tum ex dignitate publica fuit.